# Reticulum-II-Zwerggalaxie
Die Reticulum-II-Zwerggalaxie, kurz auch Reticulum II oder Reticulum 2, ist eine im Jahr 2015 entdeckte Zwerggalaxie des Typs dSph im Sternbild Netz in der Lokalen Gruppe und eine der Satellitengalaxien der Milchstraße.

## Eigenschaften
Ret II dSph besitzt einen Halblichtradius von {\displaystyle r_{h}=3,64_{-0,12}^{+0,21}} ′, was bei einer Entfernung von etwa 30 kpc einer Größe von ({\displaystyle 32_{-1,1}^{+1,9}}) pc entspricht.

## Weiteres
- Liste der Galaxien der Lokalen Gruppe